# God of War II
God of War II este un joc video de acțiune-aventură hack and slash pentru PlayStation 2, continuarea jocului God of War din 2005. A fost lansat în 2007, fiind al doilea titlu apărut din serie, dar al patrulea din punct de vedere cronologic. Este inspirat din mitologia greacă. Este urmat de God of War III.

## Recepție critică
God of War II a avut un deosebit succes critic și comercial. A câștigat premiul Golden Joystick pentru Jocul PlayStation al anului 2007.
 Este considerat unul dintre cele mai bune jocuri pentru PlayStation 2
, și unul dintre cele mai bune jocuri de acțiune ale tuturor timpurilor.
Jocul a vândut 833 209 copii în America de nord până la sfârșitul lunii martie 2007.
 În prima săptămână de după lansarea sa în Europa, a ajuns pe primul loc în clasamentul vânzărilor din Marea Britanie. Jocul a avut peste un milion de vânzări în primele trei luni, și 2,44 milioane până în 5 septembrie 2008. În 13 martie 2008, God of War II a fost adăugat în renumita listă Sony Greatest Hits.